# Ріккі Ульман
Равів «Ріккі» Ульман (англ. Raviv «Ricky» Ullman; нар. 24 січня 1986), відомий як Ріккі Ульман — американський актор. Найбільш відомий за головну роль у сіткомі Disney Channel — Філ з майбутнього, а також за роль у стрічці «Rita Rocks».

## Фільмографія
| Рік  |    | Українська назва              | Оригінальна назва           | Роль          |
| ---- | -- | ----------------------------- | --------------------------- | ------------- |
| 2012 | ф  | The Trouble with Cali         | The Trouble with Cali       |               |
| 2010 | ф  | Як зайнятися любов'ю з жінкою | How to Make Love to a Woman | Скотт Коннерс |
| 2008 | ф  | Prom Wars                     | Prom Wars                   |               |
| 2006 | с  | Доктор Гаус                   | House M.D.                  | Джеремі       |
| 2006 | с  | Велике кохання                | Big Love                    | товариш Донни |
| 2006 | ф  | Driftwood                     | Driftwood                   |               |
| 2006 | ф  | The Big Bad Swim              | The Big Bad Swim            |               |
| 2004 | тф |                               | Ідеальна проєкція           | Pixel Perfect |